# John Freeman (poète)
Pour les articles homonymes, voir John Freeman et Freeman.
John Frederick Freeman (29 janvier 1880 - 23 septembre 1929) est un poète et essayiste anglais, qui abandonne une brillante carrière dans l'assurance pour écrire à temps plein.
Il est né à Londres et commence comme garçon de bureau à l'âge de 13 ans. Il est un ami proche de Walter de la Mare à partir de 1907, qui fait pression auprès d'Edward Marsh pour faire entrer Freeman dans la série Georgian Poetry; avec un succès éventuel. La biographe de De la Mare, Theresa Whistler, le décrit comme « grand, dégingandé, laid, solennel, pointilleux ».
Il remporte le prix Hawthornden en 1920 avec Poems 1909-1920. Ses dernières heures ont été mises en musique par Ivor Gurney.

## Œuvre
- Happy is England (1914)
- Presage of Victory (1916)
- Stone Trees (1916)
- Ancient and Modern Essays in Literary Criticism (1917)
- Memories of Childhood and other Poems (1919)
- Poems 1909-1920 (1920)
- Music (1921)
- The Red Path, A Narrative, And The Wounded Bird (1921)
- The Grove and Other Poems (1925)
- Prince Absalom (1925)
- Collected Poems (1928)
- Last Poems (1930)